# Castello di Radomyšl'
Il castello di Radomyšl' è un complesso storico e culturale sito nella città di Radomyšl', nell'oblast' di Žytomyr in Ucraina, e istituito tra il 2007 e il 2011 dall'attivista Ol'ga Bogomolec. La parte centrale di esso è un antico mulino costruito alla fine del XIX secolo dall'ingegnere polacco Piekarski, che a sua volta era stato costruito sulle rovine di una cartiera eretta nel 1612 per ordine dell'archimandrita del Monastero delle Grotte di Kiev Jelisej Pletenecki. Durante le ricerche condotte nella fase di ricostruzione si è scoperto che era stato progettato per essere utilizzato come fortezza. Dal 2011 il castello di Radomyšl' fa parte del progetto culturale del Consiglio d'Europa denominato Via regia, con lo scopo di promuovere gli scambi culturali attraverso il turismo tra i paesi europei.

## Gli interni

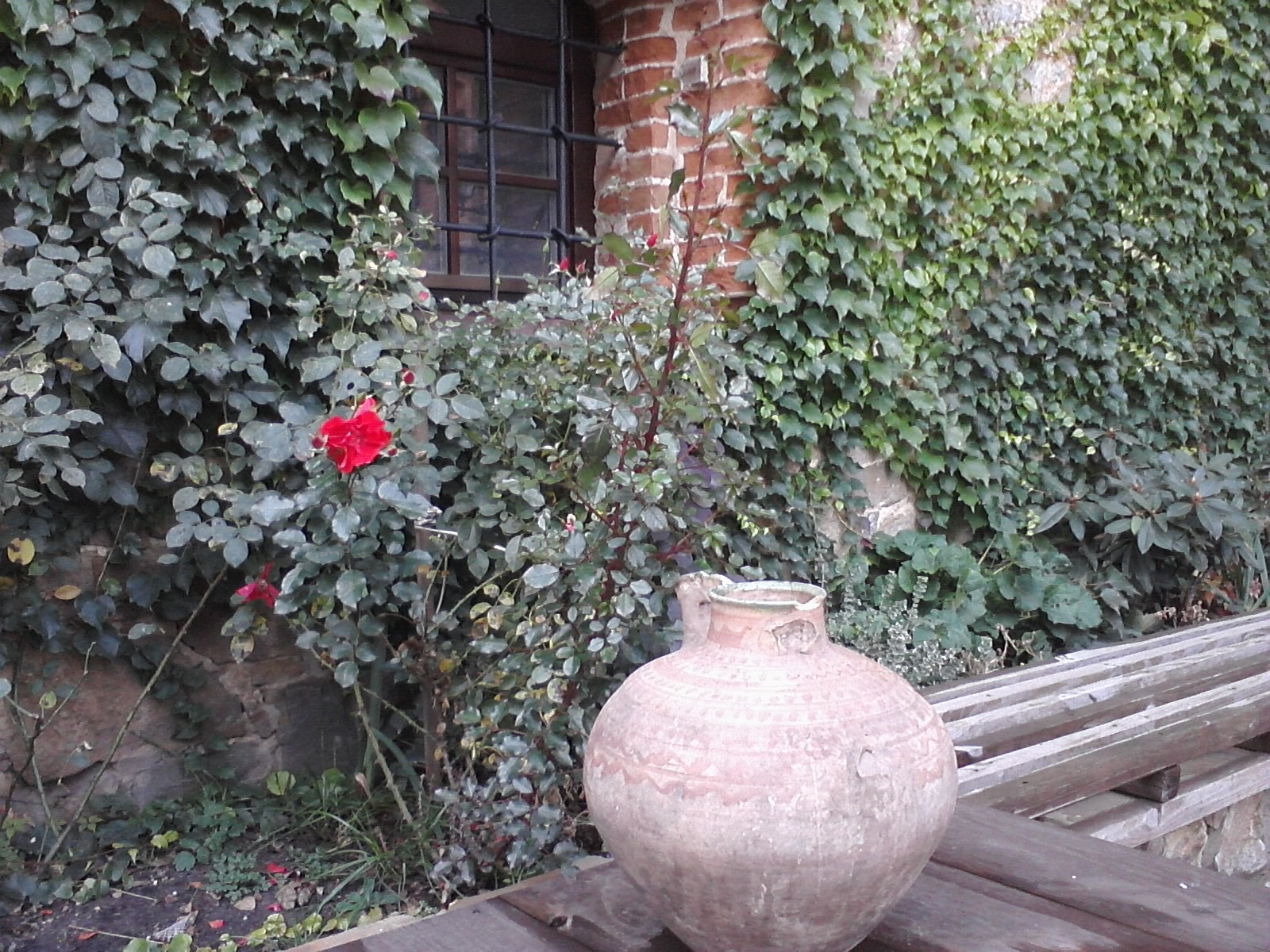
Nei pressi dell'ingresso del castello

L'attrazione principale del castello di Radomyšl' è il museo delle icone domestiche ucraine che include la collezione privata delle icone di Ol'ga Bogomolec intrapresa nel 1996. Essa si articola in più di 5000 icone e sculture (ortodosse, cattoliche e greco-cattoliche) realizzate tra il XVI e il XX secolo in diverse parti dell'Ucraina. Uno dei pezzi salienti del museo è un'icona di San Nicola di Bari scolpita nella pietra, probabilmente l'icona più antica della collezione, risalente al XII secolo. Alcune icone conservano danneggiamenti perpetrati in virtù dell'ateismo che vi era in Unione Sovietica: tra i reperti infatti c'è una scatola fatta di icone senza testa. Alcune icone sono state salvate dal rogo, seppur sia impossibile ripristinarle.
L'interno del castello unisce gli stili del Basso Medioevo con quelli dell'inizio della storia moderna. Una delle sale museale è quella delle cerimonie, un luogo adibito a ricorrenze speciali, soprattutto matrimoni. C'è anche una sala da concerto con 150 posti adibita a musica classica, da camera, folk e jazz, ed è probabilmente l'unica sala da concerto in Europa dotata di una sorgente d'acqua naturale.
Nel refettorio del castello vi è un altro piccolo museo nel quale sono esposte delle copie di antiche mappe che vanno dal XV al XIX secolo. Il suo grande forno può essere utilizzato sia per cuocere i cibi, sia come caminetto.

## Il parco

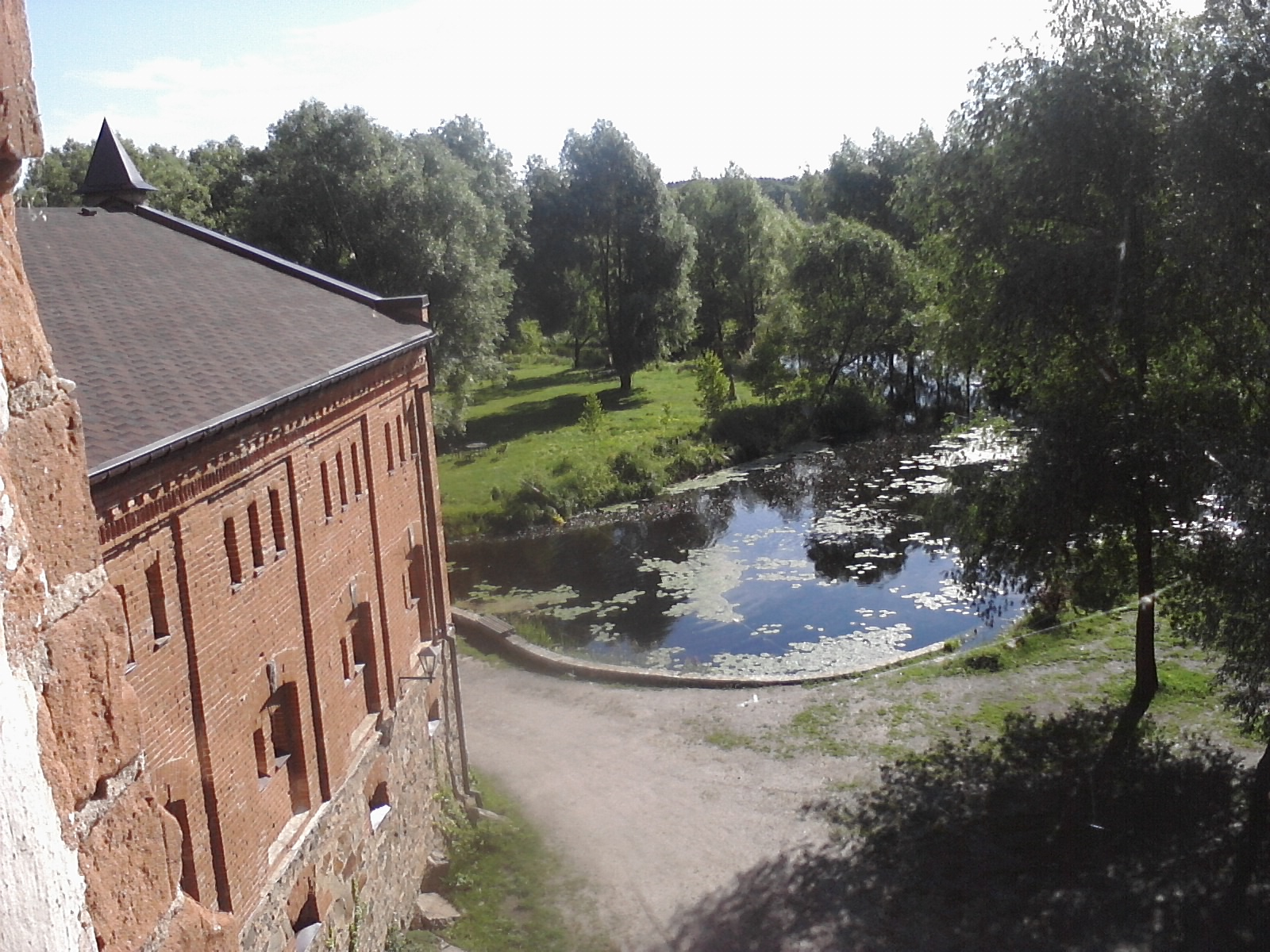
Vista sul parco del castello

Il parco del castello di Radomyšl' è un giardino all'inglese progettato secondo le moderne esigenze ambientali. Al suo interno vi sono alcune sorgenti naturali di acqua dolce e sono specie rare di alberi e fiori come l'iris, gigli rosa e bianchi, rose da giardino inglesi, magnolie e la Trapa rossica, un trifoglio acquatico elencato nella lista rossa IUCN delle specie in via di estinzione dell'Ucraina. Riguardo alla fauna, il parco è abitato da animali come castori, lontre, visoni e arvicole.
Il castello e il suo parco sono decorati con sculture di San Michele databili tra il XVII e il XIX secolo.
Il 29 ottobre 2009, vicino al luogo in cui sorgeva la cartiera, è stato inaugurato un monumento a Jelisej Pleteniecki.